# Nino Frassica

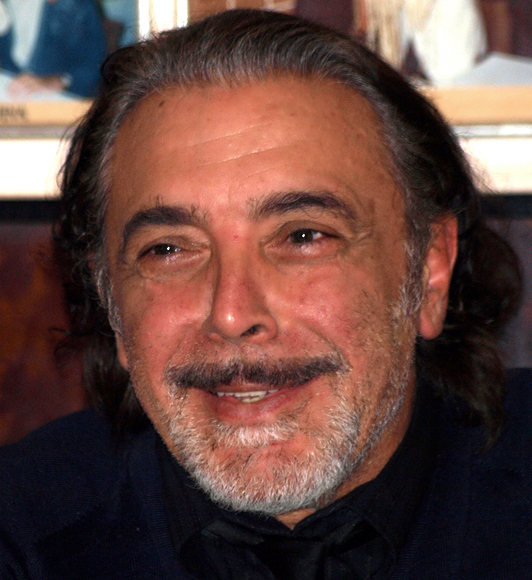
Nino Frassica 2012

Antonino Frassica (* 11. Dezember 1950 in Messina auf Sizilien) ist ein italienischer Schauspieler und Komiker. Bekanntheit erlangte er in Italien durch „Quelli della Notte“ von Renzo Arbore 1985.
Nino Frassica genießt in Italien eine sehr hohe Popularität für seine komödiantischen Leistungen.

## Fernsehen
Seit 1999 spielt Nino Frassica in der italienischen Fernsehserie Don Matteo den Carabiniere Antonio Cecchini. Cecchini ist ein Freund vom Pfarrer Don Matteo, gespielt von Terence Hill.
Inzwischen sind zehn Staffeln, der in Italien sehr erfolgreichen Serie, beim Fernsehsender Rai 1 gesendet worden. Bisher wurden 220 ca. einstündige Episoden gezeigt. Die neunte Staffel wurde im Jahr 2014 ausgestrahlt, die zehnte Staffel im Jahr 2016. Zudem ist er oft Gast in diversen Fernsehsendungen der Rai.

## Film
Im Jahr 2009 engagierte die Regisseurin Sofia Coppola Nino Frassica für eine Rolle im Spielfilm Somewhere. Er spielt den Moderator der Fernsehpreisverleihung Telegatto.
Im März 2010 spielte er einen Carabiniere in Florian Henckel von Donnersmarcks Film The Tourist.

## Filmografie (Auswahl)
- 2000–: Don Matteo (Fernsehserie, 267 Folgen)
- 2006: Tre giorni d’anarchia
- 2008: La fidanzata di papà
- 2008 L’ultimo padrino
- 2009: Baarìa
- 2009: Somewhere
- 2010: The Tourist
- 2018: Il vegetale